# Metal Priestess
Metal Priestess è titolo del terzo e ultimo EP pubblicato dalla band punk rock Plasmatics; pubblicato nel 1981 per l'etichetta Stiff Records. Il titolo è riferito alla protagonista della copertina, la cantante del gruppo Wendy O. Williams.
Nello stesso anno, la Passport (PVC/Jem) pubblicò il disco, ma con una copertina diversa, la stessa che sarà in seguito utilizzata per il DVD del 2007 "10 Years of Revolutionary Rock and Roll".

## Tracce
1. Lunacy
2. Doom Song
3. Sex Junkie (live)
4. Black Leather Monster
5. 12 Noon
6. Masterplan (live)

## Formazione
- Wendy O. Williams - voce, sassofono, martello
- Richie Stotts - chitarra
- Wes Beech - chitarra, tastiere
- Jean Beauvoir - basso
- Joey Reese - batteria